# Java Data Objects
Java Data Object (JDO) a java-s objektumperzisztencia egy specifikációja. Jellemzője a perzisztáló szolgáltatás átlátszósága a domainmodell felé. A JDO perzisztens objektumok szokásos Java osztályok (POJO-k), nem szükséges semmilyen interfészt implementálni vagy más speciális osztályból származtatni.
A JDO 1.0-t a JSR 12, a JDO 2.0-t a JSR 243 specifikálja. A JDO 2.1 2008. februárban (az Apache JDO projekt fejlesztéseként), a 2.2 2008. októberben, a 3.0 pedig 2010. áprilisban jelent meg.
Az objektumperzisztenciát külső XML metafájlokban definiálják, melyeknek lehetnek gyártóspecifikus kiterjesztései. Egyik gyakran használt módszer a lefordított Java class fájlok módosítása, ezáltal érik el a transzparenciát. Ezen kívül számos más technikát alkalmaznak a gyártók a perzisztenciára, pl. RDBMS, OODB, fájl.
A módosított class fájlok hordozhatók a különböző gyártók implementációi között.

## JDO vs. EJB3
Enterprise Java Beans 3.0 (EJB3) specifikáció tartalmazta a perzisztencia témakörét. Később a perzisztencia „kivált” az EJB3 magból, egy új szabványként, Java Persistence API (JPA) néven. A JPA a javax.persistence csomagot használja, és külön specifikálták az EJB3-n belül (JSR 220). A javax.persistence csomagnak nincs szüksége az EJB konténerre, így a Java SE környezetben is működik (mint a JDO). A JPA ORM szabvány, míg a JDO ORM és átlátszó objektumperzisztencia szabvány is egyben. API szempontból a JDO kevésbé kötött az alatta lévő adatbázisra nézve, ellenben a JPA csupán az RDBMS-el kompatibilis.
A vezető kereskedelmi JDO implementációk és nyílt forráskódú projektek alternatív hozzáférési pontot is nyújtanak a JPA API implementáción keresztül.

## Újdonságok a JDO 2.0-ban
- Disconnected Object Graphs koncepció
- Standardizált ORM Mapping leírók (ORM-alapú JDO implementációkhoz)
- JDOQL fejlesztések
- Connection elérése javax.jdo.PersistenceManager osztályból
- Named Queries (pm.newNamedQuery), FetchPlan, Sequence, Delete by Query

## JDO referencia implementációk
- JDO 1.0 : FOStore
- JDO 2.0 : JPOX 1.1
- JDO 2.1 : JPOX 1.2
- JDO 2.2 : DataNucleus AccessPlatform 1.0.1
- JDO 3.0 : DataNucleus AccessPlatform 2.1.0

## Külső hivatkozások
- JDO 1.0 specifikáció
- JDO 2.0 specifikáció
- JDO 2.1 specifikáció
- JDO 2.2 specifikáció
- JDO 3.0 specifikáció

## Fordítás
Ez a szócikk részben vagy egészben  a   Java Data Objects című angol Wikipédia-szócikk ezen változatának fordításán alapul.  Az eredeti cikk szerkesztőit annak laptörténete sorolja fel. Ez a jelzés csupán a megfogalmazás eredetét és a szerzői jogokat jelzi, nem szolgál a cikkben szereplő információk forrásmegjelöléseként.